# Марбёф, Франсуа
Франсуа Марбёф (фр. François Marbœuf; 1765—1848) — французский военный деятель, командир батальона (1806 год), шевалье (1810 год), участник революционных и наполеоновских войн.

## Биография
Поступил на службу 15 марта 1793 года добровольцем в 25-й батальон волонтёров Шаранты. Уже 6 апреля 1793 был избран капитаном. В июне 1794 года его батальон влился в состав 60-й полубригады. Служил в Мозельской армии. 10 марта 1796 года в ходе второй амальгамы 60-я полубригада влилась в состав 12-й полубригады линейной пехоты полковника Жирардона. Командовал 1-й ротой 3-го батальона. Сражался на Апеннинском полуострове с 1796 по 1799 годы в Итальянской, Римской и Неаполитанской армий. Участвовал в Итальянской кампании генерала Бонапарта 1796-97 годов. 14 сентября 1796 года был ранен картечью в левую ногу при осаде Мантуи. Сражался при Арколе и Ла-Фаворите. В 1798 году был комендантом Чепрано. 24 октября 1799 года у Боско ранен двумя пулями в левое бедро и попал в плен. 28 мая 1801 года получил свободу и вернулся во Францию.
11 мая 1802 года в Вердене женился на Марие Леклерк де Вренвиль (фр. Marie Catherine Hortense Leclerc de Vrainville; 1780—1845), от которой имел дочь.
29 августа 1803 года 12-я полубригада была включена в состав дивизии Дюрютта в лагере Брюгге. Участвовал под началом генерала Гюдена в составе 3-го корпуса маршала Даву Великой Армии в Австрийской кампании 1805 года. Отличился 27 ноября, где вместе с полковником Верже захватил у Нойдорфского моста 30 вражеских гусар. 
15 августа 1806 года получил звание командира батальона 72-го полка линейной пехоты. Служил в 8-м корпусе маршала Мортье в дивизии Дюпа. 16 апреля 1807 года у Фердинандсхоффа получил сильный ушиб левого бедра в бою против шведов. 5 мая 1807 года 72-й полк стал частью новой дивизии генерала Вердье, которая входила в состав резервного корпуса маршала Ланна. Блестяще проявил себя в сражении при Фридланде. 11 ноября 1807 года дивизия Вердье была расформирована и 72-й полк включён в дивизию генерала Сент-Илера. Покрыл себя славой в кампании 1809 года. 13 мая 1809 года участвовал во взятии Вены. 22 мая 1809 года ранен пулей в голову при Эсслинге. 6 июля 1809 года ядро оторвало ему правое бедро в сражении при Ваграме. 23 августа 1809 года Марбёф вышел в отставку.

## Воинские звания
- Солдат (15 марта 1793 года);
- Капитан (6 апреля 1793 года);
- Командир батальона (15 августа 1806 года).

## Титулы
- Шевалье Марбёф и Империи (фр. chevalier Marbœuf et de l'Empire; декрет от 23 апреля 1809 года, патент подтверждён 11 июля 1810 года в Рамбуйе)[2][3].

## Награды
Легионер ордена Почётного легиона (5 ноября 1804 года)
 Офицер ордена Почётного легиона (23 апреля 1809 года)